# 聽覺生理
聽覺生理為討論聽覺的生理構造以及生理機轉的學問，此外平衡感受器也在此器官中，雖然兩者在功能上沒有關聯。

## 耳朵的解剖構造
耳朵由外而內依序為耳廓、外耳道、耳膜、中耳、卵圓窗及圓窗、內耳
- 耳廓(auricle)：每個人有兩個耳廓，左右各一。含高彈性軟骨，呈凹凸不勻之橢圓型。
- 外耳道(external auditory canal)：又稱為外聽道，長約2.5～3.5mm，呈S型單側封閉管，由開端起至1/3為軟骨組成，後2/3為骨質部。以耳膜(亦稱鼓膜tympanic membrane)與中耳相隔。
- 中耳(middle ear)：其中構造有
  - 耳膜(ear drum)：在歸類上耳膜歸於中耳部分。為圓型薄膜，分有三層組織。週遭由鼓膜環(annulus)聯繫於耳道壁。其整體形狀為向中耳內凹之圓錐型，內凹之內側頂端與位於中耳之三塊聽小骨中的鎚骨相連。
  - 中耳腔(middle ear cavity)：
  - 耳咽管或聽管，亦可稱為歐氏管(Eustachian tube，E－tube or auditory tube)：
  - 聽小骨(auditory ossicles)：
  - 顏面神經（亦作：面神经）(facial nerve)：
  - 鼓索神經(chorda tympani nerve)：
  - 鼓膜張肌及鐙骨肌(tensor tympani and stapedius muscle)：
  - 卵圓窗及圓窗(oval window and round window)：
- 內耳(internal ear)：
  - 骨迷路(labyrinth)：
  - 耳蝸(cochlea)：
  - 前庭(vestibule)：
  - 听神经（auditory nerve）

## 中枢听觉系统的解剖结构
中枢听觉系统是指听觉通路位于中枢神经系统中的部分，由低到高主要由以下解剖结构构成：
- 耳蜗核（Cochlear nucleus），位于延髓，包括腹侧耳蜗核（Dorsal cochlear nucleus）和背侧耳蜗核（Ventral cochlear nucleus）。
- 斜方体（Trapezoid body）。
- 上橄榄核（Superior olivary），包括内侧上橄榄核（Medial superior olivary）和外侧上橄榄核（Lateral superior olivary）。
- 外侧丘系（Lateral lemniscus）。
- 中脑的下丘（Inferior colliculus）。
- 丘脑的内侧膝状体（Medial geniculate body）。
- 大脑皮层的听皮层（Auditory cortex）。

具体参见听觉通路。

## 相關參考
- 生理學
- 耳鼻喉科學
- 听觉通路